# Multiaventura
Multiaventura fue una serie de libros para niños y adolescentes que tenían la particularidad que no se leían de corrido, sino que cada tanto se le pedía al lector que tomara decisiones para así saltar a otra página del libro y seguir la lectura.
Estos libros de procedencia española se editaron en 1986 por la ya desaparecida editorial Ingelek S.A. y la colección completa cuenta con 20 tomos. El director de la colección era Antonio Ferrer Abelló. 
Así rezaba la 3.ª página de todos los libros de la colección:

MULTIAVENTURA: UNA COLECCIÓN DISTINTA.

Cada uno de los libros que componen esta colección admiten muchas, muchísimas lecturas, y todas distintas. Por tanto no quieras leerlo todo de una vez y si podrás disfrutar con cada aventura mucho más.
AGRADECIMIENTO
Algunos de los títulos o de los personajes que intervienen en esta colección han sido tomados de los textos clásicos de aventuras. De este modo queremos rendir un homenaje de admiración y respeto a los grandes autores de aventuras, que tan excelentes y divertidos momentos nos hicieron pasar en nuestra juventud, a todos los que hemos intervenido en la creación de MULTIAVENTURA.

Los libros MULTIAVENTURA se leen de un modo distinto a los tradicionales, de modo que las páginas no se leen seguidas, sino que debes seguir las instrucciones que tienes al pie de cada página... reflexionando un poco antes de tomar una decisión, porque una mala elección puede resultarte fatal; no olvides que tú eres el protagonista de cada aventura.

## Textos
Los libros eran escritos por diferentes personas:
- tomos 1, 4, 9, 10, 16 y 19 - Pedro Montero
- tomos 2 y 15 Carlos Saiz Cidoncha
- tomos 3 y 9 - Pablo Barrena
- tomos 5, 14 y 18 - Miguel Gonzales Casquell
- tomos 6, 7, 11, 17 y 20 - escritos por la dupla José Ramón Azpiri y José María Méndez
- tomo 12 - José Antonio Azcano
- tomo 13 - Carlos Saiz Cidoncha y Antonio Ferrer

## Forma de uso
Por ejemplo, estando en la página 8 del libro aparecen 2 rutas a seguir: la que va al este es más corta pero más peligrosa. La otra va al oeste, es más larga pero más segura. Entonces en la esquina inferior derecha o izquierda (dependiendo si estas en una página par o impar) se presentan opciones: "si tomas la ruta hacia el este pasa a la página 32. Si eliges la ruta al oeste pasa a la página 94" y así durante todo el libro el lector ve tomando decisiones.

## Ilustraciones
Las ilustraciones de los libros también estaban a cargo de diferentes artistas. Las ilustraciones de los tomos 1, 2, 6, 11, 13, 15 y 20 son de Alfonso Azpiri, las de los tomos 3, 8, 9, 12 y 18 son de Justo Jimeno Bazaga, las de los tomos 4, 5, 7, 10, 16 y 19 son de Antonio Perera y los tomos 14 y 17 son ilustrados por Rodrigo Hernández.

## Listado
A continuación los nombres de los 20 tomos que forman la colección:
1. Nuevo viaje al centro de la tierra
2. Los caballeros de la galaxia
3. El caso Brackenstall
4. Los viajeros del tiempo
5. Tu nombre es Robinson
6. Aventuras en el Mississippi
7. El mundo perdido del profesor Challenger
8. El secreto de la isla misteriosa
9. El sabueso del infierno
10. Soy invisible
11. El invitado de Drácula
12. En la corte del rey Arturo
13. Capitán de nave estelar
14. Los piratas de Malasia
15. El castillo de Hangyord
16. Viaje a otras dimensiones
17. Fantasmas S.A.
18. En busca de la ciudad de oro
19. Viajes en un OVNI
20. El ojo de Khoriand'r